# José Ríos
José Rios, född den 15 mars 1974, är en spansk friidrottare som tävlar i långdistanslöpning.
Rios deltog vid Olympiska sommarspelen 2000 på 10 000 meter och slutade då på en artonde plats. Vid VM 2001 var han i final på 10 000 meter och blev sexa. Bättre gick det vid EM 2002 i München då han blev bronsmedaljör efter att ha sprungit på 27.48,29.
Han bytte gren till maraton inför Olympiska sommarspelen 2004 där han blev 27:a. Han deltog även vid VM 2005 där han emellertid bröt tävlingen. Vid VM 2007 blev han 17:e och vid Olympiska sommarspelen 2008 kom han in på plats 72.